# Berliner HC
Maillots
Le Berliner Hockey-Club e.V. est un club de hockey sur gazon, de tennis et (depuis 2007) de crosse allemand de Berlin-Zehlendorf. Le club est l'un des clubs de hockey les plus titrés d'Allemagne.
Le fleuron du BHC, qui a produit divers joueurs de hockey nationaux, sont les deux équipes de la ligue nationale de hockey dans les divisions féminine et masculine.

## Récit

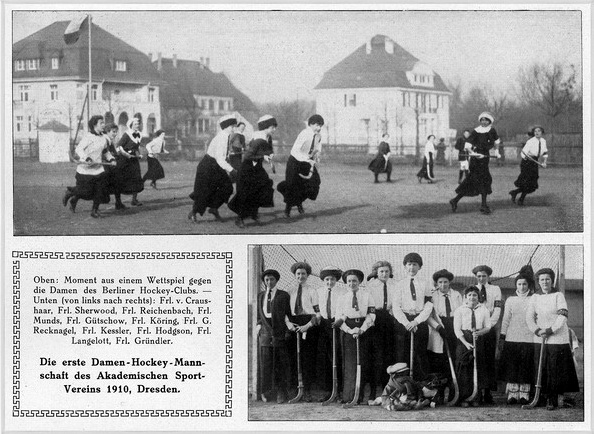
Die Damenmannschaft des Berliner HC gegen den Akademischen SV Dresden (1910er Jahre)

Le Berlin Hockey Club a été fondé le 5 novembre 1905 dans un restaurant de la Kurfürstenstrasse. En 1912, un site de club sur Hüttenweg pouvait être loué. Onze courts de tennis, un stade de hockey et d'autres terrains de hockey ont été construits, à l'époque juste à l'extérieur de Berlin. Cette installation a été confisquée par les Alliés en 1945. Au cours du processus d'octroi de licences alliées aux clubs sportifs, le BHC a fusionné avec le Zehlendorfer Wespen en 1946, jusqu'à ce que l'association soit à nouveau dissoute en 1951. En 1955, le club a finalement déménagé à Wilskistraße et a pu inaugurer un nouveau club-house dans ce qui est maintenant le vestiaire au toit de chaume pour son 50e anniversaire.
En 1967, le club-house actuel a été construit, qui a été agrandi à nouveau au début des années 1990 et entièrement rénové de 2007 à 2008. La salle de tennis à deux terrains a également été construite au début des années 1990. Avec la salle à terrain unique, qui a été érigée pour la première fois en 1969 et rénovée en 1987, le BHC a eu trois courts de tennis sous des constructions de dômes d'air pendant la saison hivernale. Depuis la saison d'hiver 2016/17, le BHC a joué dans un nouveau dôme aérien à trois terrains.
Le 2 avril 2010, un nouveau stade de hockey avec une tribune couverte et une capacité totale de jusqu'à 1500 visiteurs a été officiellement inauguré au stade Ernst Reuter. Un tournoi de quatre nations pour les juniors et la Coupe d'Europe pour les femmes avec douze clubs européens participants ont eu lieu autour de l'ouverture.
Lors de la saison 2011/12 de la Bundesliga masculine, les hommes du BHC ont réussi à remporter un titre pour la première fois en 47 ans après en avoir remporté 2 à domicile Rot-Weiss Köln : 1 défaite.
Depuis le 27 mars 2019, Berliner HC est dirigé par le président Dirk Gaßmann, le vice-président Ewald Münch et le trésorier Alexander Martin. Le président Dirk Gassmann est responsable des ressources humaines à plein temps au Bundestag. Il a passé son temps actif au hockey en tant qu'entraîneur des 2e équipes féminines et de la jeunesse féminine A du club.

## Hockey

### Hommes
Les hommes jouent à la fois sur le terrain et en salle en Bundesliga.
- Gazon : 1941, 1942, 1961, 1962, 1963, 1965, 2012
- Salle : 1962, 1963, 1965, 1970, 1975

### Femmes
Les femmes jouent à la fois sur le terrain et en salle en Bundesliga.
- Gazon : 1994, 1996, 1999, 2000, 2005, 2006, 2008, 2010, 2013
- Coupe d'Europe féminine de hockey sur gazon des clubs champions : 1997
- Coupe d'Europe féminine de hockey sur gazon des clubs gagnants : 2008
- Salle : 1992, 1995, 1996, 2000, 2011, 2013
- Coupe d'Europe féminine de hockey en salle des clubs champions ; 1993, 2012, 2014[3],[4],[5]

### Jeunes

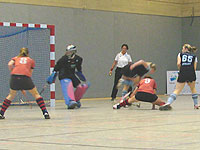
Weibliche Jugend A bei der DM 2009 gegen Klipper THC Hamburg

Le département des jeunes a remporté 50 titres de champion d'Allemagne.
- Jeunes masculins A : 1974, 1975, 1998, 1999 (terrain); 1975, 1995, 1997, 1999, 2002[6], 2007, 2012 (salle)
- Jeunes masculins B : 1992, 1996, 2009, 2015 (terrain) ; 1972, 1997, 2003, 2005, 2010 (salle)
- Garçons A: 1994, 2010 (champ); 1971, 1995, 1996, 2014[7] (salle)

- Jeunesse féminine A : 1992, 1993, 2001, 2002, 2012 (terrain) ; 1993, 2002, 2003, 2010, 2013 (salle)
- Jeunesse B : 2000, 2006 (terrain) ; 2002, 2008 (salle)
- Fille A : 1991, 1998, 1999, 2005, 2017 (Terrain); 1991, 1992, 1999, 2006, 2018 (salle)

### Joueurs célèbres
- Natascha Keller: Jeux olympiques d'été de 2004, Euro 2009, Euro en salle 2011
- Louisa Keller: Euro en salle 2003, Jeux olympiques d'été de 2004
- Badri Latif: Euro en salle 2003, Jeux olympiques d'été de 2004
- Lena Jacobi: Euro 2013
- Barbara Vogel: Euro en salle 2011, Euro 2013
- Erwin Keller: Jeux olympiques d'été de 1936
- Carsten Keller: Jeux olympiques d'été de 1972
- Andreas Keller: Jeux olympiques d'été de 1992
- Tibor Weißenborn: Jeux olympiques d'été de 2008, Coupe du monde 2002, Coupe du monde 2006, Euro 1999, Euro 2003, Euro en salle 2003
- Ulrich Bubolz: Coupe du monde 2006, Euro en salle 2007
- Pilt Arnold: Euro 2011, Euro en salle 2011, Euro 2013
- Martin Zwicker: Euro 2013, Jeux olympiques d'été de 2016
- Martin Häner: Jeux olympiques d'été de 2012, Euro 2013, Jeux olympiques d'été de 2016

## Crosse
L'équipe de crosse a été fondée en 1996 par Ingo Hess et d'autres joueurs de crosse en tant que département du Verein für Körperkultur 1901 eV à Berlin, ce qui en fait l'une des plus anciennes équipes d'Allemagne.
Fin 2006, l'équipe s'est séparée de l'association sponsor précédente et a rejoint le club de hockey de Berlin en janvier 2007. En raison de la restructuration et de l'expansion du département de crosse, le club aligne clairement les 1ers hommes avec les sports de compétition, tandis que les 2e hommes se concentrent sur les débutants et les athlètes récréatifs.

### Hommes
Les hommes jouent dans la 1ère Bundesliga Nord/Est.
- Champion allemand de crosse : 2014

### Jeunes
Le département des jeunes a remporté 5 titres de champion d'Allemagne.
- Juniors U16 : 2011, 2012, 2013, 2017, 2019
- Juniors U19 : aucun titre